# Johannes Moreelse
Johannes Paulus Moreelse, ou Johan Pauwelszon Moreelse (1603 - 1634), foi um pintor barroco holandês pertencente à escola Caravagismo de Utreque, durante o século de Ouro dos Países Baixos.

## Vida
Era filho de Paulus Moreelse, que por sua vez era na época um famoso pintor de retratos.Johan Moreelse estudou em Utrecht, no estúdio de seu pai, e depois em Roma (1627), onde foi nomeado cavaleiro papal.Moreelse morreu em sua cidade natal durante uma epidemia de peste.

## Galeria

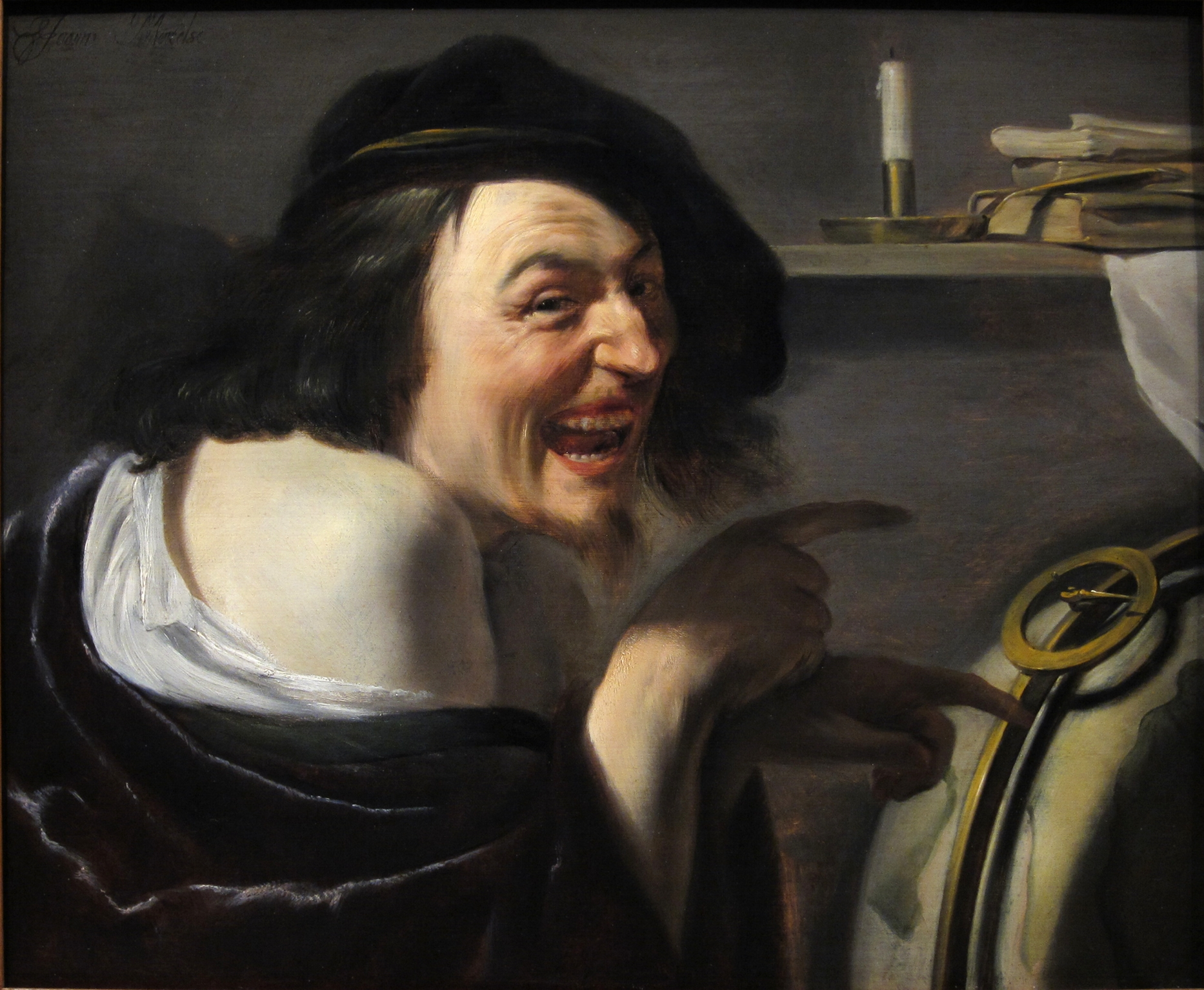
Demócrito, ca. 630, Museu Central de Utrecht, Países Baixos
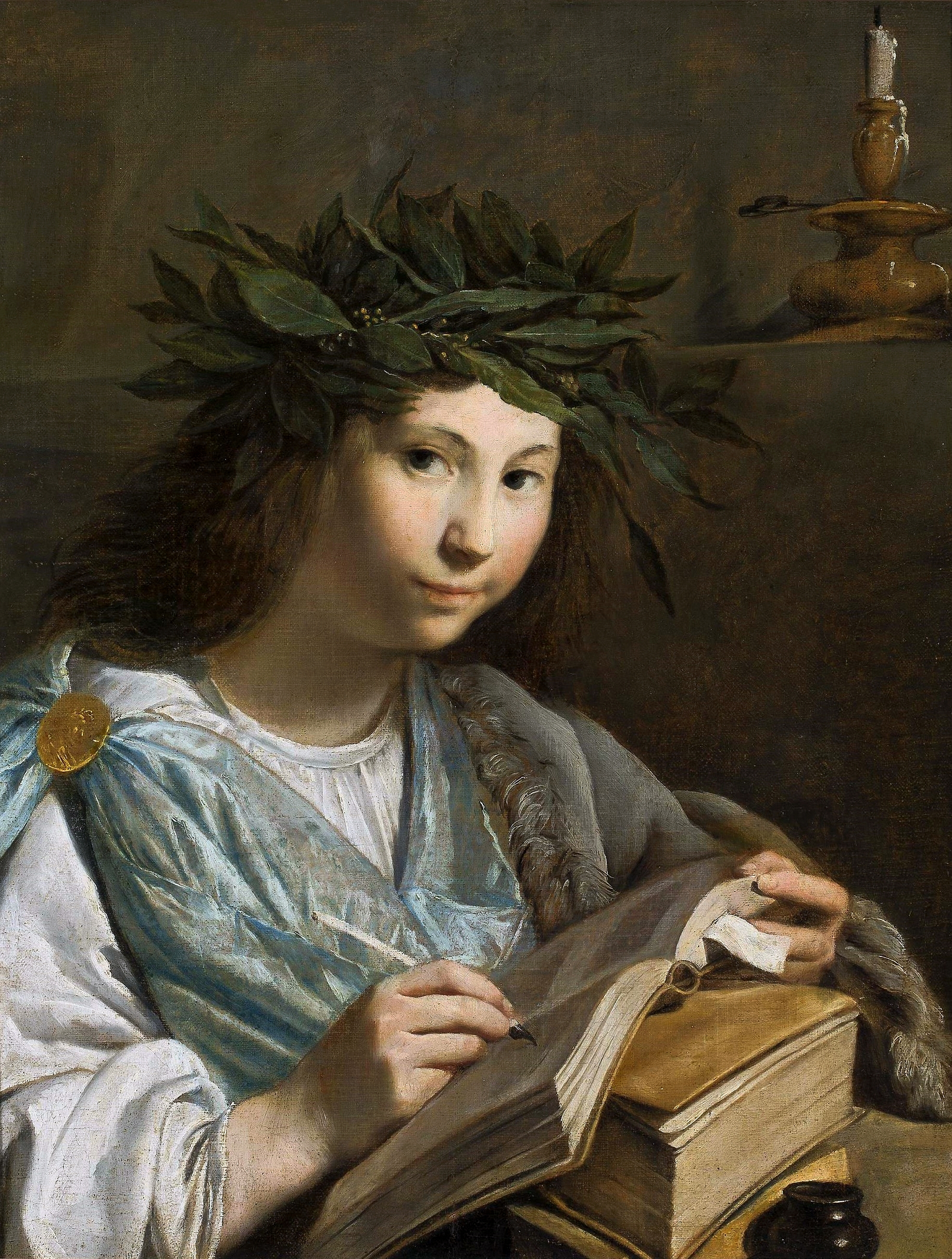
Clio: Musa da História, ca. 1634, Museu Naconal da Varsóvia, Polônia
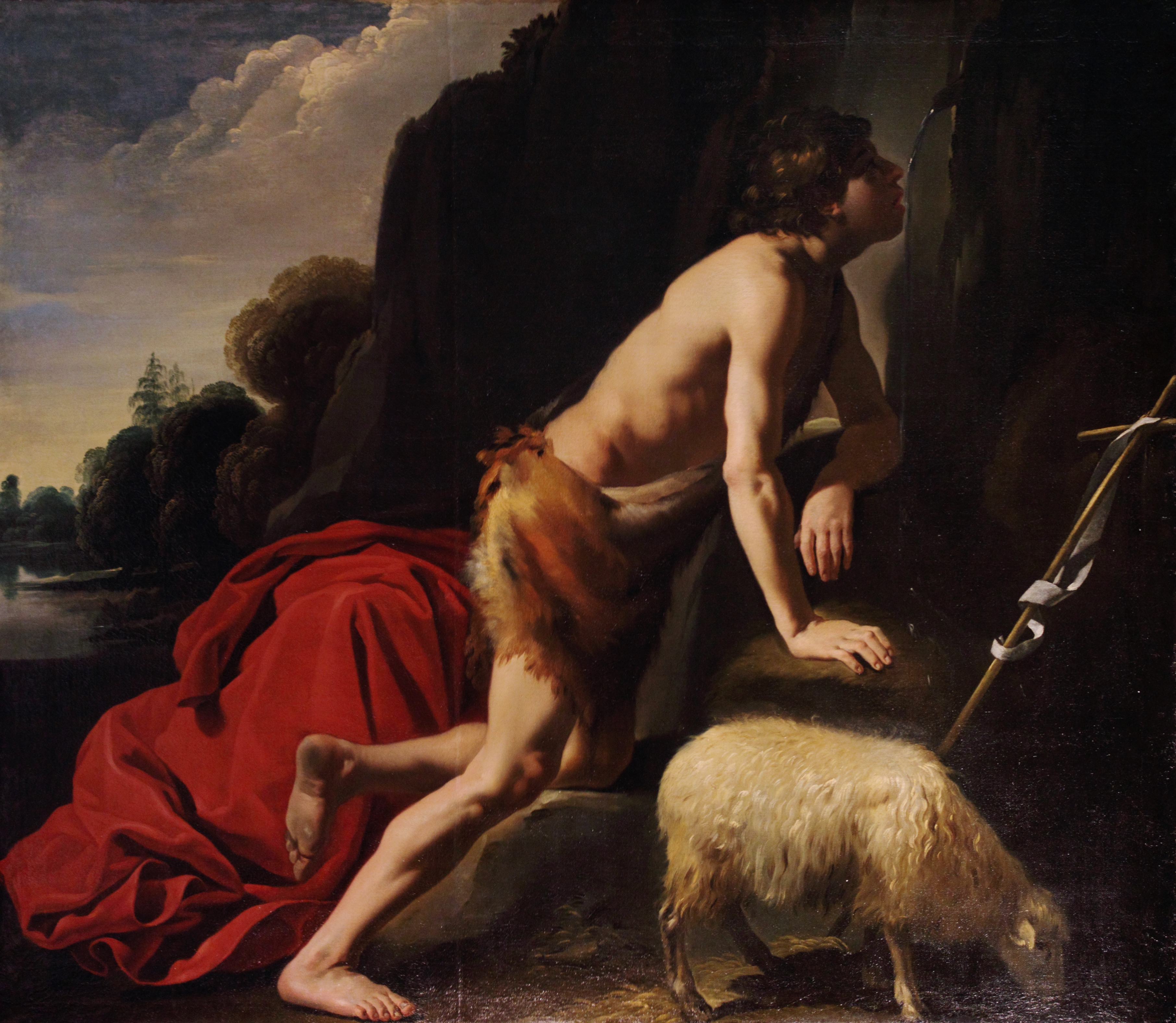
João Batista, ca. 1630, Museu das Belas Artes de Lyon, França